# Drachma
Drachma is een geslacht van vlinders uit de familie van de grasmotten (Crambidae). De wetenschappelijke naam van dit geslacht is voor het eerst voorgesteld door Felix Bryk in een publicatie uit 1913.
De enige soort in dit geslacht is Drachma proctocomys Bryk, 1913.